# Ładowarka przenośnikowa
Ładowarka przenośnikowa – maszyna samojezdna, wyposażona w urządzenie załadowcze, stosowana do przeładunku materiałów sypkich ze składowiska na środki transportowe przy wykorzystaniu przenośnika.

## Budowa
W ładowarce przenośnikowej można wyróżnić zespoły:
- podwozie kołowe lub gąsienicowe
- urządzenie załadowcze nabierające materiał (ślimaki, tarcze, kubełki)
- przenośnik taśmowy lub kubełkowy

## Typy ładowarek przenośnikowych
- ładowarki ślimakowo-taśmowe (urządzenie załadowcze w formie dwóch obracających się w przeciwne strony ślimaków pobierających transportowany materiał i przekazujących go na przenośnik taśmowy)
- ładowarki tarczowo-taśmowe (urządzenie załadowcze w formie dwóch obracających się tarcz)
- ładowarki kubełkowo-taśmowe (urządzenie załadowcze w formie przenośnika kubełkowego)

Dwie ostatnie grupy ładowarek są najczęściej stosowane do przeładunku materiałów gruboziarnistych (takich jak węgiel czy kruszywa).